# Vakıflı
Vakıflı (armenisch Վաքիֆ Vak'if) ist ein Dorf im Landkreis Samandağ der türkischen Provinz Hatay. Vakıflı liegt etwa 27 km südwestlich der Provinzhauptstadt Antakya und 5 km nördlich von Samandağ. Vakıflı hatte laut der letzten Volkszählung im Dezember 2009 123 Einwohner. Vakıflı liegt etwa 9 km vom Mittelmeer entfernt. Die Bevölkerung besteht hauptsächlich aus Mitgliedern der Armenischen Apostolischen Kirche. Vakıflı ist das letzte armenische Dorf der Türkei. Die hier lebenden Armenier sprechen den westarmenischen Dialekt.

## Geschichte

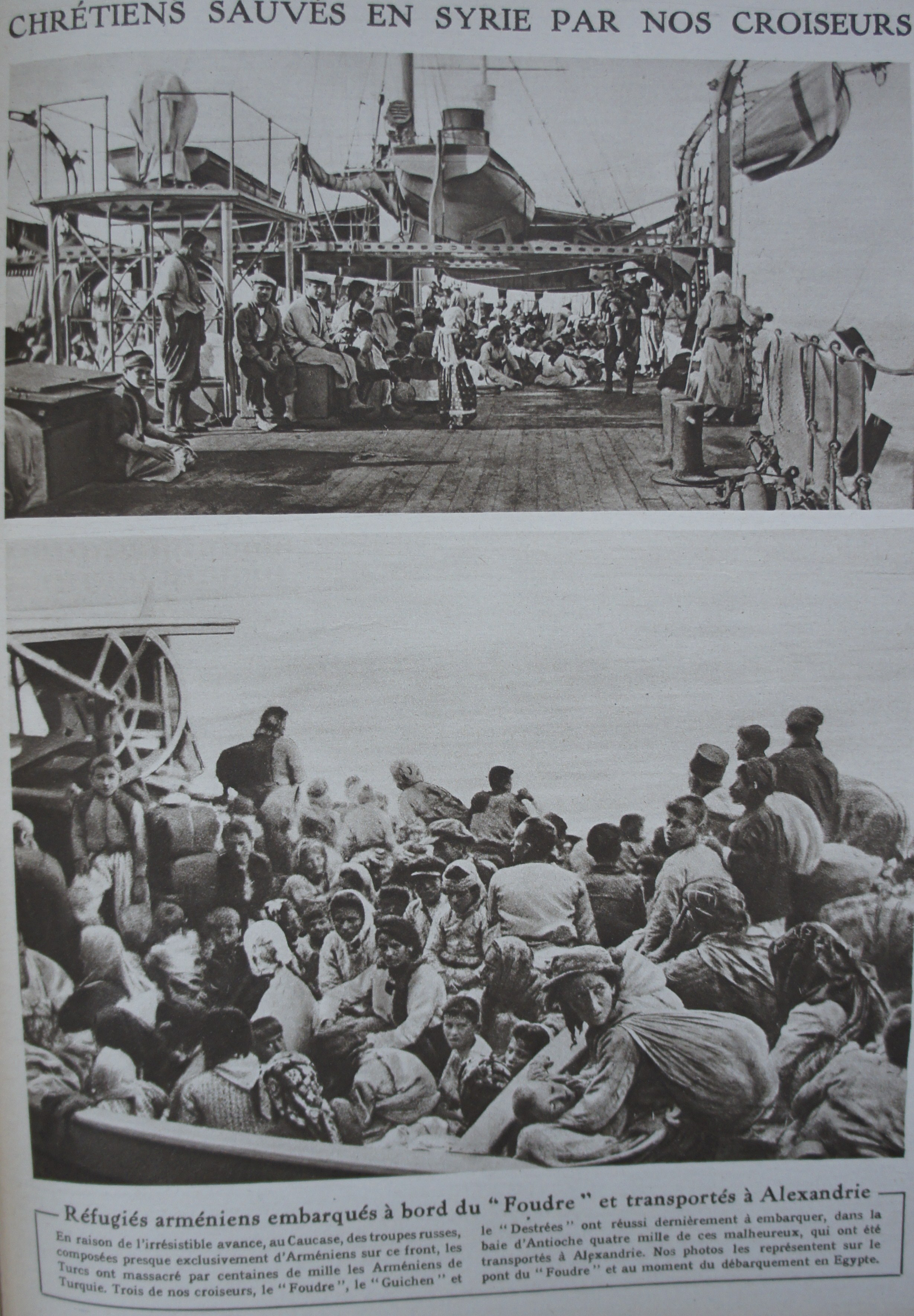
Gerettete Armenier an Bord des französischen Flugzeugmutterschiffs Foudre, Oktober 1915

Die Bewohner von Vakıflı sind die Nachkommen jener 4092 Armenier, die dem Völkermord 1915 entkamen und am nahegelegenen Musa Dağı Zuflucht fanden. Sie wehrten 53 Tage lang die Angriffe der türkischen Truppen ab, bis die Besatzung der französischen Kriegsschiffe eine Fahne mit der Aufschrift „Christen in Not: Retten“ sahen. Die armenischen Flüchtlinge wurden von Franzosen in die ägyptische Hafenstadt Port Said evakuiert. Nach der französischen Besetzung der Türkei 1918 kehrten die armenischen Flüchtlinge wieder in ihre sieben Dörfer in die Provinz Hatay zurück. Nach dem Vertrag zwischen der Türkei und Frankreich am 23. Juni 1939 wurde der Staat Hatay am 29. Juni an die Türkei angegliedert und sechs der sieben Dörfer wurden entvölkert. Die Hälfte der Bewohner von Vakıflı verließ das Dorf. Die Dorfbewohner immigrierten vor allem in den Libanon und ließen sich überwiegend in Anjar nieder. Das moderne Anjar wurde 1939 mit Unterstützung der französischen Kolonialmacht von mehreren tausend armenischen Flüchtlingen vom Musa Dağı gegründet. Die sechs Ortsteile sind nach den sechs Dörfern (Haji Hababli, Kabusia, Vakif, Khodr Bek, Yoghun Oluk und Bitias) des Musa Dağı benannt. 2011 lebte in Vakıflı noch der 97-jährige Avedis Demirci, der als Baby den Widerstand vom „Mosesberg“ miterlebte. Durch das schwere Erdbeben vom 6. Februar 2023 wurde Vakıflı schwer beschädigt, wobei dreißig Häuser und die Dorfkirche ganz oder teilweise zerstört wurden. Bei dem Erdbeben kam jedoch niemand ums Leben.

## Wirtschaft und Infrastruktur

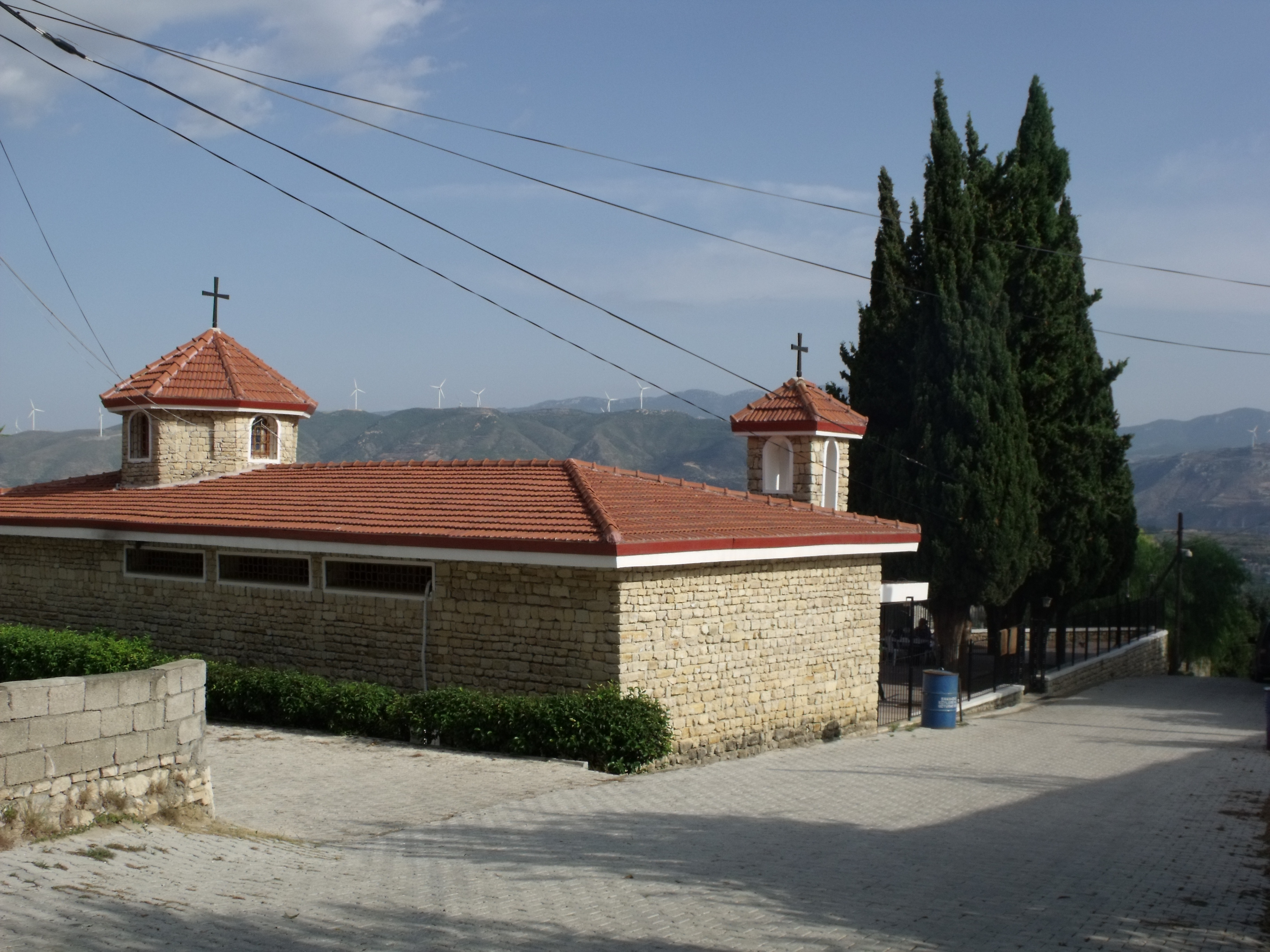
Die armenisch-apostolische Kirche von Vakıflı

Zwischen 1994 und 1997 wurde die einzige Kirche von Vakıflı (Kirche der Heiligen Muttergottes, Սուրբ Աստվածածին եկեղեցի, Surp Asdvadzadzin) mit Unterstützung der türkischen Regierung restauriert und erweitert. Im Jahre 2005 wurde das alte Schulgebäude mit zwei weiteren Gebäuden in ein Bed and Breakfast umgebaut.
Wegen Mangels an Arbeitsplätzen verließen in den 2000er Jahren etwa 500 Personen das Dorf und leben seitdem allesamt in Istanbul. Sie pflegen sehr gute Kontakte zu ihrem Heimatdorf, sind in Vereinen organisiert und besuchen meistens in den Sommerferien ihre Familien. Der Verein für die Entwicklung von Vakıflı hat seinen Sitz in Istanbul. Ziel des Vereins ist es den Ökotourismus in Vakıflı umzusetzen.
Die Bauern setzten verstärkt auf die ökologische Landwirtschaft. Die Einnahmequelle war eine Zeitlang der Anbau von Bio-Orangen. Im Jahre 2004 exportierte Vakıflı Bio-Orangen im Wert von einer halben Million Euro. Die Erträge reichten aufgrund fehlender Anbauflächen nicht aus. Der Tourismus wurde 2011 eine wichtige Einnahmequelle.